# Moviment hiperbòlic (relativitat)

El moviment hiperbòlic es pot visualitzar en un diagrama de Minkowski, on el moviment de la partícula que s'accelera es troba al llarg del -eix. Cada hipèrbola es defineix per i (amb) a l'equació ((2)).

El moviment hiperbòlic és el moviment d'un objecte amb una acceleració pròpia constant en relativitat especial. S'anomena moviment hiperbòlic perquè l'equació que descriu la trajectòria de l'objecte a través de l'espai-temps és una hipèrbola, com es pot veure quan es representa gràficament en un diagrama de Minkowski les coordenades del qual representen un marc inercial (no accelerat) adequat. Aquest moviment té diverses característiques interessants, entre elles que és possible superar un fotó si se li dóna una avantatge suficient, com es pot concloure del diagrama.

## Història
Hermann Minkowski (1908) va mostrar la relació entre un punt en una línia del món i la magnitud de l'acceleració de quatre i una "hipèrbola de curvatura" (alemany: Krümmungshyperbel). En el context de Born rigidity, Max Born (1909) va encunyar posteriorment el terme "moviment hiperbòlic" (alemany: Hyperbelbewegung) per al cas de magnitud constant d'acceleració de quatre, després va proporcionar una descripció detallada de les partícules carregades en moviment hiperbòlic i va introduir el corresponent "sistema de referència hiperbòlicament accelerat" (alemany: hyperbolisch beschleunigtes Bezugsystem). Les fórmules de Born van ser simplificades i ampliades per Arnold Sommerfeld (1910). Per a les primeres ressenyes, vegeu els llibres de text de Max von Laue (1911, 1921) o Wolfgang Pauli (1921). Vegeu també Galeriu (2015) o Gourgoulhon (2013), i Acceleration (relativitat especial)#History.

## Definició
L'acceleració adequada {\displaystyle \alpha } d'una partícula es defineix com l'acceleració que "sent" una partícula quan s'accelera d'un marc de referència inercial a un altre. Si l'acceleració adequada es dirigeix paral·lelament a la línia de moviment, està relacionada amb l'acceleració de tres ordinària en relativitat especial. {\displaystyle a=du/dT} per
{\displaystyle \alpha =\gamma ^{3}a={\frac {1}{\left(1-u^{2}/c^{2}\right)^{3/2}}}{\frac {du}{dT}},}
on {\displaystyle u} és la velocitat instantània de la partícula, {\displaystyle \gamma } el factor Lorentz, {\displaystyle c} és la velocitat de la llum, i {\displaystyle T} és el temps de coordenades. La resolució de l'equació del moviment dóna les fórmules desitjades, que es poden expressar en termes de temps de coordenades {\displaystyle T} així com el temps adequat {\displaystyle \tau }. Per simplificar, tots els valors inicials de temps, ubicació i velocitat es poden establir a 0, així:
{\displaystyle {\begin{array}{c|c}{\begin{aligned}u(T)&={\frac {\alpha T}{\sqrt {1+\left({\frac {\alpha T}{c}}\right)^{2}}}}\\&=c\tanh \left(\operatorname {arsinh} {\frac {\alpha T}{c}}\right)\\X(T)&={\frac {c^{2}}{\alpha }}\left({\sqrt {1+\left({\frac {\alpha T}{c}}\right)^{2}}}-1\right)\\&={\frac {c^{2}}{\alpha }}\left(\cosh \left(\operatorname {arsinh} {\frac {\alpha T}{c}}\right)-1\right)\\c\tau (T)&={\frac {c^{2}}{\alpha }}\ln \left({\sqrt {1+\left({\frac {\alpha T}{c}}\right)^{2}}}+{\frac {\alpha T}{c}}\right)\\&={\frac {c^{2}}{\alpha }}\operatorname {arsinh} {\frac {\alpha T}{c}}\end{aligned}}&{\begin{aligned}u(\tau )&=c\tanh {\frac {\alpha \tau }{c}}\\\\X(\tau )&={\frac {c^{2}}{\alpha }}\left(\cosh {\frac {\alpha \tau }{c}}-1\right)\\\\cT(\tau )&={\frac {c^{2}}{\alpha }}\sinh {\frac {\alpha \tau }{c}}\\\\\\\end{aligned}}\end{array}}}

Això dóna {\displaystyle \left(X+c^{2}/\alpha \right)^{2}-c^{2}T^{2}=c^{4}/\alpha ^{2}}, que és una hipèrbola en el temps T i la variable de localització espacial {\displaystyle X}. En aquest cas, l'objecte accelerat es troba a {\displaystyle X=0} a l'hora {\displaystyle T=0}. Si en canvi hi ha valors inicials diferents de zero, les fórmules per al moviment hiperbòlic prenen la forma:
{\displaystyle {\scriptstyle {\begin{array}{c|c}{\begin{aligned}u(T)&={\frac {u_{0}\gamma _{0}+\alpha T}{\sqrt {1+\left({\frac {u_{0}\gamma _{0}+\alpha T}{c}}\right)^{2}}}}\quad \\&=c\tanh \left\{\operatorname {arsinh} \left({\frac {u_{0}\gamma _{0}+\alpha T}{c}}\right)\right\}\\X(T)&=X_{0}+{\frac {c^{2}}{\alpha }}\left({\sqrt {1+\left({\frac {u_{0}\gamma _{0}+\alpha T}{c}}\right)^{2}}}-\gamma _{0}\right)\\&=X_{0}+{\frac {c^{2}}{\alpha }}\left\{\cosh \left[\operatorname {arsinh} \left({\frac {u_{0}\gamma _{0}+\alpha T}{c}}\right)\right]-\gamma _{0}\right\}\\c\tau (T)&=c\tau _{0}+{\frac {c^{2}}{\alpha }}\ln \left({\frac {{\sqrt {c^{2}+\left(u_{0}\gamma _{0}+\alpha T\right){}^{2}}}+u_{0}\gamma _{0}+\alpha T}{\left(c+u_{0}\right)\gamma _{0}}}\right)\\&=c\tau _{0}+{\frac {c^{2}}{\alpha }}\left\{\operatorname {arsinh} \left({\frac {u_{0}\gamma _{0}+\alpha T}{c}}\right)-\operatorname {artanh} \left({\frac {u_{0}}{c}}\right)\right\}\end{aligned}}&{\begin{aligned}u(\tau )&=c\tanh \left\{\operatorname {artanh} \left({\frac {u_{0}}{c}}\right)+{\frac {\alpha \tau }{c}}\right\}\\\\X(\tau )&=X_{0}+{\frac {c^{2}}{\alpha }}\left\{\cosh \left[\operatorname {artanh} \left({\frac {u_{0}}{c}}\right)+{\frac {\alpha \tau }{c}}\right]-\gamma _{0}\right\}\\\\cT(\tau )&=cT_{0}+{\frac {c^{2}}{\alpha }}\left\{\sinh \left[\operatorname {artanh} \left({\frac {u_{0}}{c}}\right)+{\frac {\alpha \tau }{c}}\right]-{\frac {u_{0}\gamma _{0}}{c}}\right\}\end{aligned}}\end{array}}}}